# Riddim Driven: X5
Riddim Driven: X5 – dwudziesta czwarta składanka z serii Riddim Driven. Została wydana w marcu 2002 na CD i LP. Album zawiera piosenki nagrane na riddimie "X5" stworzonym przez Petera Jacksona.

## Lista
1. "After All" – Wayne Marshall, Elephant Man
2. "It Good" – Galaxy P, Ward 21
3. "Tek It Off" – Capleton
4. "Torture" – Round Head
5. "Go Go Go" – Anthony Cruz
6. "Just Dead" – Bounty Killer
7. "Say You Love Me" – Sizzla
8. "Stiff Tongue" – Harry Toddler
9. "Lah, Lah" – Ward 21
10. "Fight Back" – Frisco Kid
11. "Model Model" – Anthony B
12. "Drama" – Christopher
13. "Future" – Galaxy P
14. "Yuh Wanna" – Kiprich
15. "Baddest Girl" – Lady Saw